# Ангола на летних Олимпийских играх 2012
Ангола на летних Олимпийских играх 2012 будет представлен как минимум в четырёх видах спорта.

## Результаты соревнований

### Баскетбол
Женщины
На Игры квалифицировалась женская сборная Анголы в составе 12 человек.

### Бокс
Мужчины
| Соревнование | Спортсмен    | 1/8 финала          | Четвертьфинал        | Полуфинал            | Финал                |
| Соревнование | Спортсмен    | Соперник Результат  | Соперник Результат   | Соперник Результат   | Соперник Результат   |
| ------------ | ------------ | ------------------- | -------------------- | -------------------- | -------------------- |
| до 91 кг     | Тумба Сильва | Клементе Руссо П ТП | Завершил выступление | Завершил выступление | Завершил выступление |

### Гандбол
Женщины
На Игры квалифицировалась женская сборная Анголы в составе 14 человек.

### Гребля на байдарках и каноэ

#### Гребля на гладкой воде
Мужчины
| Соревнование | Спортсмены                              | Предварительный этап | Предварительный этап | Полуфиналы | Полуфиналы | Финал         | Финал         |
| Соревнование | Спортсмены                              | Время                | Место                | Время      | Место      | Время         | Место         |
| ------------ | --------------------------------------- | -------------------- | -------------------- | ---------- | ---------- | ------------- | ------------- |
| К-1, 200 м   | Нельсон Энрикеш                         | 55.628               | 6                    | 50.876     | 8          | Не участвовал | Не участвовал |
| К-1, 1000 м  | Фортунато Луиш Пакавира                 | 4:39.723             | 6                    | 4:43.027   | 7          | 4:35.017      | 14            |
| К-2, 1000 м  | Нельсон Энрикеш Фортунато Луиш Пакавира | 4:16.478             | 6                    | 4:18.543   | 5          | 4:15.497      | 12            |

### Дзюдо
Женщины
| Соревнование | Спортсменка     | Предварительный раунд | 1/16               | 1/8                    | Четвертьфиналы        | Полуфиналы            | Финал                 | Первый утешительный раунд | Утешительный четвертьфинал | Утешительный полуфинал | За 3 место Финал      |
| Соревнование | Спортсменка     | Соперник Результат    | Соперник Результат | Соперник Результат     | Соперник Результат    | Соперник Результат    | Соперник Результат    | Соперник Результат        | Соперник Результат         | Соперник Результат     | Соперник Результат    |
| ------------ | --------------- | --------------------- | ------------------ | ---------------------- | --------------------- | --------------------- | --------------------- | ------------------------- | -------------------------- | ---------------------- | --------------------- |
| до 70 кг     | Антония Морейра | -                     | -                  | Юри Алвеар П 0001:0100 | Завершила выступление | Завершила выступление | Завершила выступление | Завершила выступление     | Завершила выступление      | Завершила выступление  | Завершила выступление |

### Лёгкая атлетика
Мужчины
| Соревнование | Спортсмен       | Квалификация | Квалификация | Полуфинал            | Полуфинал            | Финал                | Финал                |
| Соревнование | Спортсмен       | Результат    | Место        | Результат            | Место                | Результат            | Место                |
| ------------ | --------------- | ------------ | ------------ | -------------------- | -------------------- | -------------------- | -------------------- |
| 800 м        | Мануэль Антонио | 1:52.54      | 7            | Завершил выступление | Завершил выступление | Завершил выступление | Завершил выступление |

Женщины
| Соревнование | Спортсмен        | Квалификация | Квалификация | Полуфинал             | Полуфинал             | Финал                 | Финал                 |
| Соревнование | Спортсмен        | Результат    | Место        | Результат             | Место                 | Результат             | Место                 |
| ------------ | ---------------- | ------------ | ------------ | --------------------- | --------------------- | --------------------- | --------------------- |
| 800 м        | Фелисмина Кавела | 2:10.95      | 5            | Завершила выступление | Завершила выступление | Завершила выступление | Завершила выступление |

### Плавание
Мужчины
| Соревнование    | Спортсмен     | Квалификация | Квалификация | Финал                | Финал                |
| Соревнование    | Спортсмен     | Время        | Место        | Время                | Место                |
| --------------- | ------------- | ------------ | ------------ | -------------------- | -------------------- |
| 400 м, комплекс | Педро Пинотес | 4:24.69      | 30           | Завершил выступление | Завершил выступление |

Женщины
| Соревнование        | Спортсменка     | Квалификация | Квалификация | Полуфинал             | Полуфинал             | Финал                 | Финал                 |
| Соревнование        | Спортсменка     | Время        | Место        | Время                 | Место                 | Время                 | Место                 |
| ------------------- | --------------- | ------------ | ------------ | --------------------- | --------------------- | --------------------- | --------------------- |
| 50 м, вольный стиль | Мариана Энрикеш | 31.36        | 61           | Завершила выступление | Завершила выступление | Завершила выступление | Завершила выступление |